# Siebenerausschuss
Der Siebenerausschuss war eine Station auf dem Weg zur Frankfurter Nationalversammlung. Gewählt wurde er auf Vorschlag von Karl Theodor Welcker durch die Heidelberger Versammlung der 51.

## Bedeutung

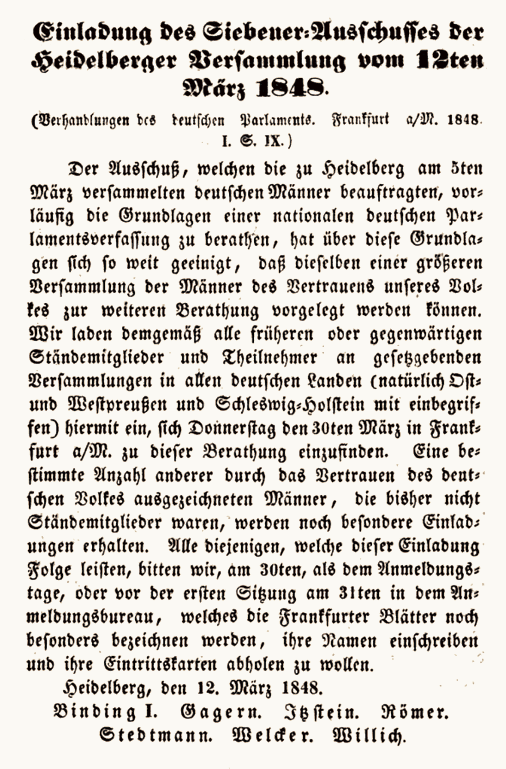
Einladung des Siebenerausschusses der Heidelberger Versammlung der 51 vom 12. März 1848 (Textabdruck)

Die Heidelberger Versammlung vom 5. März 1848, die aus 51 führenden deutschen Liberalen und Demokraten bestand, hatte eine gesamtnationale Vertretung Deutschlands gefordert und die Wahl einer Nationalversammlung beschlossen. Zur Vorbereitung dieser Nationalversammlung hatten daher die am Neckar Versammelten den Siebenerausschuss gewählt. 
Der Siebenerausschuss kam am 12. März 1848 ebenfalls in Heidelberg zusammen. Seine Mitglieder waren der Frankfurter Advokaten Georg Christoph Binding, Heinrich von Gagern, Adam von Itzstein, Friedrich Römer, der liberale Gutsbesitzer Karl von Stedman, Karl Theodor Welcker und der Pfälzer Advokat Friedrich Justus Willich. Sie bereiteten die Wahl und die Einrichtung einer Nationalversammlung vor, wofür sie die Einladungen zu einem Vorparlament aussprechen mussten. Die Einladungen gingen an alle früheren und gegenwärtigen Mitglieder deutscher Landtage, Holstein und Schleswig eingeschlossen. Besondere Einladungen ergingen an eine bestimmte Anzahl von Männern, die zwar keine Landtagsmitglieder waren, aber herausragende Akteure des Vormärz waren und im Ruf standen, das Vertrauen des Volkes zu genießen. 
Itzstein, der einzige Demokrat im Ausschuss, lud „Vaterlandsfreunde“ aus seinem Bekanntenkreis nach Frankfurt ein, so z. B. Johann Jacoby, Robert Blum und Johannes Ronge.
Der rheinische Gutsbesitzer Stedmann versandte an 40 Personen, an Liberale wie an Demokraten, Einladungen zum Vorparlament.

## Programm
Am 12. März 1848 wurde folgendes Programm verhandelt:
I. Ein Bundesoberhaupt mit verantwortlichen Ministern
II. Ein Senat der Einzelstaaten
III. Ein Haus des Volkes hervorgehend aus Urwahlen nach dem Maßstabe von I zu 70000
IV. Kompetenz des Bundes durch Verzichtung der Einzelstaaten auf folgende Punkte zugunsten der Zentralgewalt:   
1. Ein Heerwesen
2. Eine Vertretung gegenüber dem Auslande,
3. Ein System des Handels, der Schifffahrtgesetze, des Bundeszollwesens, der Münze, Maß, Gewicht, Posten, Wasserstraßen und Eisenbahnen
4. Einheit der Zivil- und Strafgesetzgebung und des Gerichtsverfahrens. Ein Bundesgericht
5. Verbürgung der nationalen Freiheitsrechte

V. Der Beschluss der Einberufung der konstituierenden Nationalversammlung auf obige Grundlagen erfolgt durch die mit Vertrauensmännern verstärkten Bundesbehörden.
VI. Ein aus gegenwärtiger Versammlung zu wählender permanenter Ausschuss von 15 Mitgliedern ist beauftragt, die Vollziehung der Einberufung der konstituierenden Nationalversammlung zu betreiben. Wenn innerhalb vier Wochen von heute der  Zusammentritt nicht erfolgt ist, so tritt diese Versammlung am 3. und 4. Mai hier wieder zusammen. Im Falle der Dringlichkeit kann der Ausschuss die Versammlung auf einen früheren Termin zusammenberufen.